# Jan Půlpytel
Jan Půlpytel (4. července 1900 Okrouhlá Radouň – prohlášen za nezvěstného 19. listopadu 1944 v prostoru Dukelského průsmyku) byl český důstojník a příslušník československé armády v zahraničí a padlý v druhé světové válce.

## Život

### Před druhou světovou válkou
Jan Půlpytel se narodil 4. července 1900 v Okrouhlé Radouni na Jindřichohradecku jako jedno z pěti dětí mlynářského pomocníka. Absolvoval obecnou a měšťanskou školu a mezi lety 1916 a 1918 vystudoval dvouletou obchodní školu v Jindřichově Hradci. Poté byl povolán do c. a k. armády a v posledním čtvrtroce první světové války se ještě zúčastnil bojů na italské frontě. Dne 17. listopadu 1918 se v Jindřichově Hradci přihlásil do nově vzniklé Československé armády, v jejíchž řadách pomáhal se zajišťování hranic nového státu na jižní Moravě. Nakrátko z armády odešel a živil se jako pomocný dělník v textilní továrně. Na jaře 1919 se do armády vrátil a zúčastnil se bojů s Maďary. Poté byl propuštěn na trvalou dovolenou, pracoval jako kancelářská síla v Sečovcích a Piešťanech. Do armády se opět navrátil 2. října 1922, kdy nastoupil prezenční službu u pěšího pluku 37 v Levoči, během které v Košicích absolvoval školu pro důstojníky v záloze. Službu ukončil 22. září 1924, poté pracoval jako úředník v Jiránkově armaturce v Brně a od roku 1927 jako obchodní zástupce. V roce 1931 se oženil s dcerou majitele armaturky Žofií Jiránkovou, manželství zůstalo bezdětné. Byl aktivním členem Národní střelecké gardy a Svazu československých dobrovolců 1918-1919. Účastnil se vojenských cvičení a zdokonalovacích kurzů a jako důstojník v záloze dosáhl hodnosti kapitána. Na podzim 1938 byl mobilizován.

### Druhá světová válka
Po německé okupaci v březnu 1939 se Jan Půlpytel zapojil do brněnské skupiny odbojové organizace Obrana národa, dne 27. června téhož roku ale ilegálně opustil Protektorát Čechy a Morava a přes Slovensko přešel do Polska, kde v Bronowicích vstoupil do nově vznikající československé zahraniční jednotky. Začal používat krycí pseudonym Jan Podhajský. Před vypuknutím druhé světové války krátce působil jako pobočník generála Lva Prchaly. Po pádu Polska padl do sovětského zajetí a byl společně s dalšími internován. Propuštěn byl v roce 1940, následně se přesunul do Palestiny. Na podzim roku 1941 se zúčastnil jako velitel 4. roty obrany Tobruku a v oblasti působil na různých funkcích až do 23. června 1943, následně byl převelen k 1. československému armádnímu sboru do Sovětského svazu. K 1. srpnu 1944 byl ustanoven zástupcem velitele 4. pěšího praporu 3. československé samostatné brigády a od 8. září téhož roku se účastnil bojů o Dukelský průsmyk. Místo a okolnosti jeho skonu jsou neznámé, zahynul pravděpodobně někdy kolem poloviny září 1944 (použité zdroje uvádějí různá data nebo jejich rozpětí). Dne 19. listopadu 1944 byl brigádním rozkazem č. 97 prohlášen za nezvěstného.

## Posmrtná ocenění

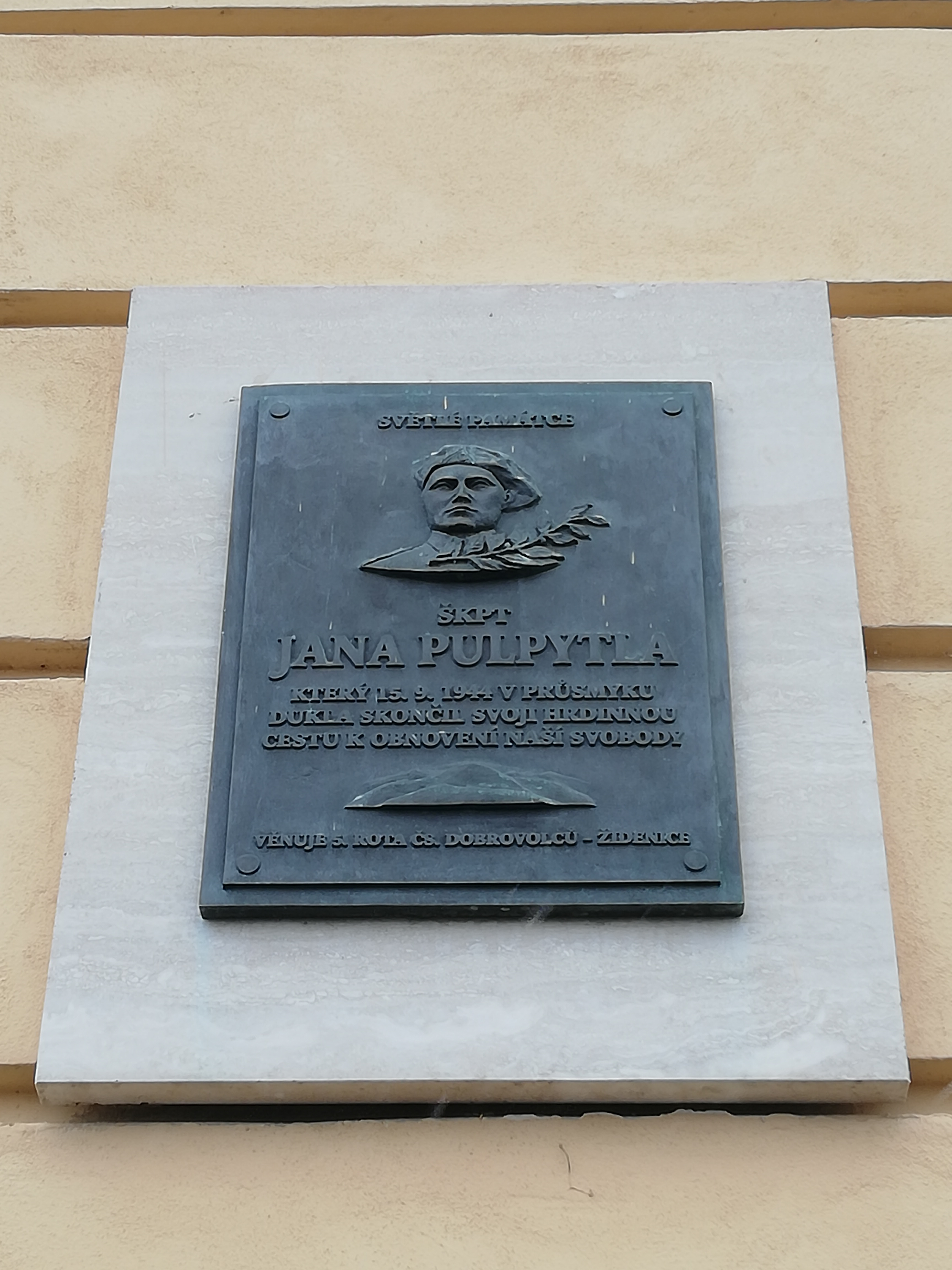
Pamětní deska Jana Půlpytla na budově základní školy v brněnské Gajdošově ulici

### Vyznamenání
- Československý válečný kříž 1939
- Pamětní medaile československé armády v zahraničí
- Československá medaile za zásluhy I. stupně
- Dukelská pamětní medaile

### Ostatní
- Jan Půlpytel byl in memoriam povýšen do hodnosti podplukovníka
- V roce 1946 byla Jan Půlpytlovi na budově základní školy v brněnské Gajdošově ulici odhalena pamětní deska, po zcizení byla nová deska pohledově vycházející z té původní odhalena v roce 2005[1]